# Елізе Герц

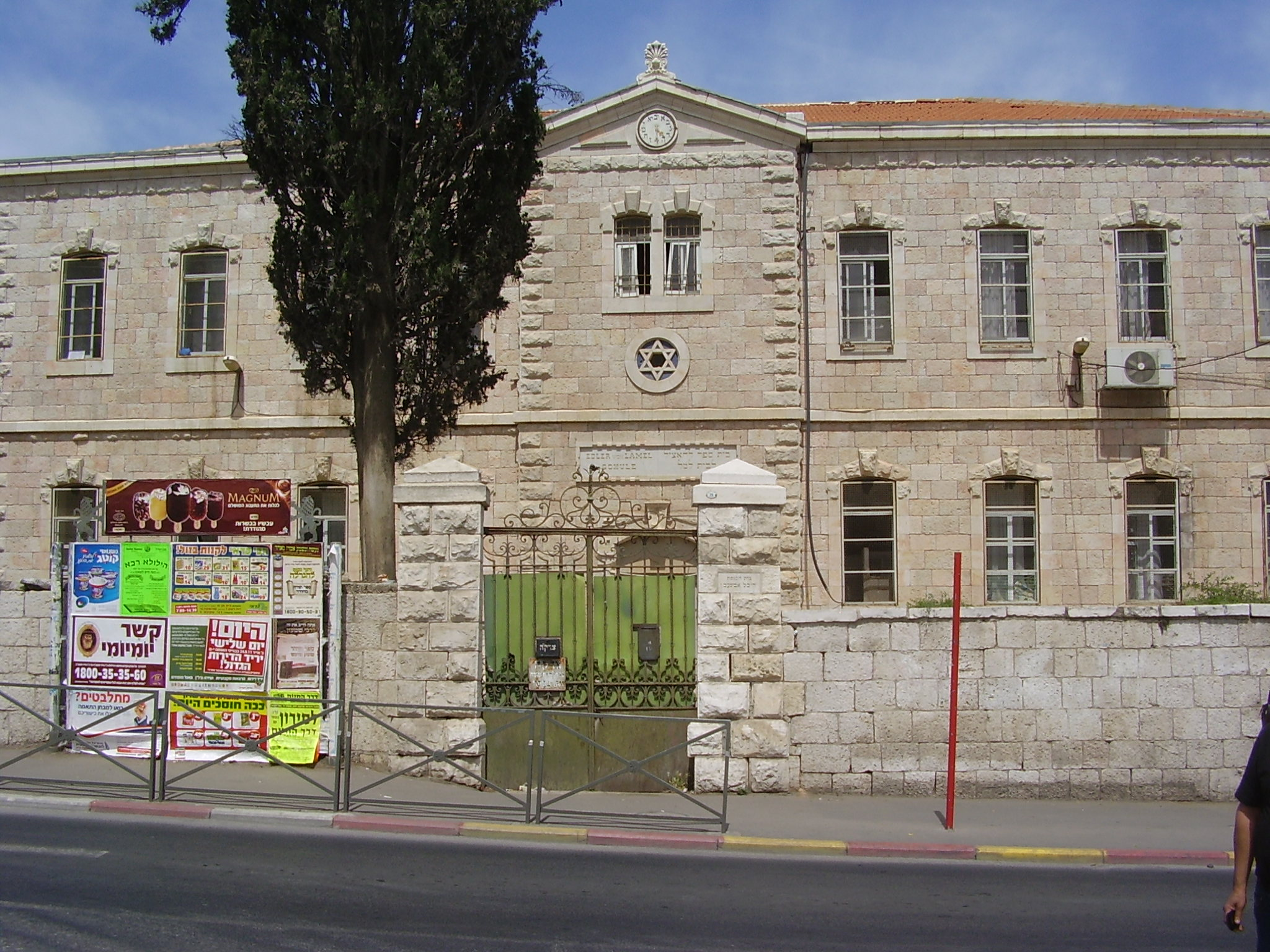
Школа Лемеля, Єрусалим (2011)

Елізе Герц (нім. Elise Herz, івр. עליזה למל; до одруження — Лемель (Lämel); 20 грудня 1788, Прага — 25 липня 1868, Відень) — австрійська філантропка.
Батько — купець Шімон Едлер фон Лемель, матір — Бабетта фон Лемель (Душенес; нім. Babette von Lämel Duschenes). Еліза стала почесною членкинею єврейської громади у Празі. Її дім у Празі був інтелектуальним центром; однак після смерті чоловіка, Гайнріха Едуарда Герца (нім. Heinrich Eduard Herza), в 1850 році, вона переїхала до Відня.
Герц заснувала дитячий притулок в Єрусалимі, в основному для єврейських дітей, але там також прийняли кілька дітей християн і мусульман. Організувати його було доручено Людвігу Августу Франклю. У записі із Єврейської енциклопедії 1906 року про «дитячий притулок» йдеться про школу, яку вона заснувала на пам'ять про свого батька в районі Єрусалиму Зіхрон Моше, більш відому як «школа Шімона фон Лемеля» або просто «школа Лемеля».
У подружжя Герц було п'ятеро дітей:
- Генрієтта Берта фон Габер (нім. Henriette Bertha von Haber; 1809—1884)
- Вільгельміна Едле фон Гофманншталь (нім. Wilhelmine Edle von Hofmannsthal; 1810—1900)
- Людвіг Герц (нім. Ludwig Herz; 1811—1812)
- Карл Герц (нім. Karl Herz; 1813—1836)
- Матільда фон Віллані (нім. Mathilde von Villani; 1826—1885)

## Виноски
1. 1 2  Bibliografie dějin Českých zemí — 1905.
2. ↑  Deutsche Nationalbibliothek Record #1023501597 // Gemeinsame Normdatei — 2012—2016.
3. ↑  Herz, Elise, 1788-1868. BDČZ. Процитовано 13 квітня 2019.
4. 1 2 3 4 5  Templer, Bernhard (1901–1906). Herz, Elise, von Lämel. Jewish Encyclopedia. Funk & Wagnalls. с. 366. Архів оригіналу за 7 січня 2022. Процитовано 7 березня 2021.
5. 1 2 3  Hecht, 2015.
6. ↑  Kayserling, Meyer (1901–1906). Lämel, Simon Edler von. Jewish Encyclopedia. Funk & Wagnalls. с. 597. Архів оригіналу за 5 грудня 2015. Процитовано 7 березня 2021.